# Horst Flosbach
Horst Flosbach (Horst Franz Flosbach; * 18. Juni 1936 in Hückeswagen) ist ein ehemaliger deutscher Langstreckenläufer.

## Leben
Bei den Olympischen Spielen 1960 in Rom wurde er über 5000 m Achter in 14:06,6 h, nachdem er seinen Vorlauf in 14:08,4 min gewonnen hatte.
1961 wurde er Deutscher Meister im Crosslauf und 1964 Deutscher Meister über 10.000 m.
Horst Flosbach startete bis 1963 für den Solinger LC, danach für den KSV Hessen Kassel. Bis zur Pensionierung 1999 arbeitete er als Diplom-Ingenieur für Textilwesen bei der Bayer AG. Horst Flosbach lebt in der oberbergischen Stadt Wipperfürth.

## Persönliche Bestzeiten
- 3000 m: 7:57,8 min, 18. Juni 1961, Warschau
- 5000 m: 13:52,4 min, 6. Juli 1961, Solingen
- 10.000 m: 29:20,8 min, 30. August 1964, Jena